# Deng Xiaoping
Deng Xiaoping (Chinees: 鄧小平 / 邓小平, Hanyu pinyin: Dèng Xiǎopíng) (Guang'an, Qing-dynastie, 22 augustus 1904 – Peking, Volksrepubliek China, 19 februari 1997) was een prominente en succesvolle Chinese staatsman. Tijdens zijn regeerperiode (1978 – 1989) kende het land een forse economische groei, hoewel er ook veel ongelijkheid kwam en een groeiende kloof tussen arm en rijk.

## Levensloop
Deng Xiaoping werd geboren in het plaatsje Xiexing in de tegenwoordige stadsprefectuur Guang'an. Dengs vader was een rijke Hakka-landeigenaar en zijn moeder was een concubine. Zijn vader was sterk gekant tegen de heersende Qing-dynastie en was een liberaal en aanhanger van Sun Yat-sen (de vader des vaderlands), die later de eerste president van de Republiek China werd.
In de jaren twintig studeerde Deng in Frankrijk waar hij zich bij de Chinese communistische studentenvereniging aansloot. In 1926 week hij uit naar Moskou. Terug in China werd hij lid van de Communistische Partij van China (CCP) en leidde hij vanaf het eind van de jaren twintig een communistische guerrillabeweging die tegen de nationalistische Kwomintang van Chiang Kai-shek streed. 
Deng maakte de Lange Mars mee (jaren dertig) en nam deel aan het verzet tegen de Japanners. In 1945 werd hij lid van het Centraal Comité van de CCP. In 1949 namen de communisten de macht over en kwam de Volksrepubliek China tot stand. In 1952 werd Deng vicepremier en lid van het Politbureau. In 1956 werd hij lid van het Permanente Comité van het Politbureau (het machtigste orgaan van de partij) en tevens secretaris-generaal van de CCP. Binnen de CCP was hij nu na Mao Zedong de machtigste man. Tijdens de Grote Sprong Voorwaarts was hij de naaste medewerker van Mao.
Deng Xiaoping werkte tijdens de Grote Sprong Voorwaarts (jaren vijftig) nauw samen met Liu Shaoqi, de voorzitter van de Chinese Volksrepubliek. Na het uitbreken van de Culturele Revolutie (1966) viel Deng samen met Liu Shaoqi in ongenade en werd hij beschouwd als de "kapitalistische leider nummer twee", na Shaoqi. Van 1966-1969 bekleedde hij geen enkel ambt. In 1975 was het land zover ingestort dat men Deng niet meer kon missen en werd hij gerehabiliteerd. Dankzij bemiddeling van premier Zhou Enlai werd Deng vicepremier en vicevoorzitter van de Communistische Partij van China, maar na de dood van Zhou in januari 1976 viel hij opnieuw in ongenade. 
Na het overlijden van Mao in september 1976 verscheen Deng weer op het politieke toneel. In de machtsstrijd tussen de Bende van Vier (waaronder Mao's weduwe Jiang Qing) en de "gematigden", geleid door Deng, kwam Deng als overwinnaar naar voren. In 1977 werd hij opnieuw vicepremier en vicevoorzitter van de CCP. Een jaar later introduceerde hij een economische hervorming met de naam Opendeurpolitiek. Hij voerde het "kapitalisme met socialistische trekjes" in, dat nu nog steeds als hoofdeconomisch beleid geldt in de Volksrepubliek China. Door deze hervorming heeft China een forse economische groei kunnen maken. Het beleid had de leus: "voor het binnenland hervorming en voor het buitenland zetten wij de deur open". In 1980 trad hij als vicepremier af en in 1982 tevens als vicevoorzitter van de CCP. 
"Kleine Deng" (hij was maar 1,55 m) bleek een voorstander van goede betrekkingen met de Verenigde Staten en het Westen. Onder zijn bewind herstelde hij de vriendschap tussen China en de Sovjet-Unie. In 1987 legde Deng zijn functie als voorzitter van de Centrale Advies Commissie van de CCP neer. In 1989, na het onderdrukken van de studentenprotesten op het Plein van de Hemelse Vrede, benoemde hij zijn protegé Jiang Zemin tot zijn opvolger en sindsdien speelde hij nog een rol op de achtergrond. Hij legde zijn laatste officiële functie, voorzitter van de staatscommissie voor de strijdkrachten, op 21 maart 1990 neer. Desondanks bleef hij tot zijn dood in 1997 op de achtergrond China's onbetwiste leider. 
De hervormingen van Deng werden samengevat in het motto: "Het maakt niet uit of de kat wit of zwart is, als hij maar muizen vangt". Hiermee bedoelde hij te zeggen dat het politieke systeem niet zo belangrijk is, maar dat er resultaten moesten worden geboekt. 

## Overlijden en reactie
Deng Xiaoping overleed op 19 februari 1997 op 92-jarige leeftijd aan een longinfectie en de ziekte van Parkinson. Hoewel zijn opvolger Jiang Zemin in sterke controle was, handhaafde het overheidsbeleid de politieke en economische filosofieën van Deng. Officieel werd Deng beschreven als een 'grote marxist, grote Proletarische revolutionair, staatsman, militair strateeg en diplomaat, een van de belangrijkste leiders van de Communistische Partij van China, het Volksbevrijdingsleger van China en de Volksrepubliek China; grote architect van China's socialistische openstelling en gemoderniseerde constructie, de grondlegger van de Deng Xiaoping-theorie'.
Alhoewel het publiek grotendeels was voorbereid op de dood van Deng, zoals geruchten al lang circuleerden, werd de dood van Deng gevolgd door het grootste publiekelijk gesanctioneerde vertoon van verdriet voor elke Chinese leider sinds Mao Zedong. Dengs dood in de media daarentegen werd aangekondigd zonder enige titel (Mao heette de 'Grote Leider en leraar', Deng was eenvoudig 'Kameraad'), of enige emotionele ondertoon van de nieuwsankers die de boodschap brachten.
Om 10:00 uur in de ochtend van 24 februari werd het volk gevraagd door premier Li Peng om drie minuten stilte te houden. De vlaggen van het land hingen meer dan een week halfstok. De landelijke televisiebegrafenis, die een eenvoudige en relatief privé-affaire was, bijgewoond door de leiders van het land en de familie van Deng, werd uitgezonden op alle kabelkanalen. Jiangs betraande lofrede aan de overleden hervormingsgezinde leider verklaarde: 'Het Chinese volk houdt van, dankt, rouwt en koestert de herinnering aan kameraad Deng Xiaoping omdat hij zijn levenslange energieën wijdde aan het Chinese volk, onsterfelijke prestatie leverde voor de onafhankelijkheid en bevrijding van de Chinese natie'. Jiang zwoer om het beleid van Deng voort te zetten.
Na de begrafenis werden zijn organen gedoneerd aan medisch onderzoek, de resten werden gecremeerd en zijn as werd vervolgens op zee verspreid, naar zijn wensen. De twee weken daarna zonden Chinese staatsmedia nieuwsverhalen en documentaires uit met betrekking tot het leven en dood van Deng, met het reguliere nationale avondnieuws van 19:00 dat bijna twee uur duurde ten opzichte van de reguliere uitzendtijd.
Bepaalde delen van de Chinese bevolking, met name de moderne maoïsten en radicale hervormers (uiterst links en uiterst rechts), hadden een negatieve kijk op Deng. In het jaar dat volgde, werden nummers als 'Het verhaal van de lente' van Dong Wenhua, die ter ere van Deng werden gemaakt, wederom veel gespeeld.
Er was een aanzienlijke hoeveelheid internationale reactie op de dood van Deng: VN-secretaris-generaal Kofi Annan zei dat Deng herinnerd moest worden "in de internationale gemeenschap als een belangrijke architect van de modernisering en de enorme economische ontwikkeling van China". De Franse president Jacques Chirac zei: "In de loop van deze eeuw hebben maar weinig mannen, net als Deng, een enorme menselijke gemeenschap geleid door zulke ingrijpende en bepalende veranderingen in te voeren"; de Britse premier John Major gaf commentaar op de sleutelrol van Deng bij de terugkeer van Hong Kong naar Chinese controle; de Canadese premier Jean Chrétien noemde Deng een "centrale figuur" in de Chinese geschiedenis. De Kuomintang-voorzitter in Taiwan zond ook zijn innige deelneming toe en zei dat het verlangde naar vrede, samenwerking en welvaart. De dalai lama sprak spijt uit.